# سيدني جورج فيشر
سيدني جورج فيشر (بالإنجليزية: Sydney George Fisher)‏ هو محامي أمريكي، ولد في 11 سبتمبر 1856 في فيلادلفيا في الولايات المتحدة، وتوفي في 22 فبراير 1927 في Corinthian Yacht Club of Philadelphia ‏ في الولايات المتحدة.